# Reinhold Durnthaler
Reinhold Durnthaler (Feldkirchen, Karintia 1942. november 29. – Feldkirchen, 2017. október 23.) olimpiai ezüstérmes, világbajnok osztrák bobversenyző.

## Pályafutása
1963-ban az iglsi világbajnokságon bronzérmes lett négyesbobban. 1964-ben, hazai pályán az innsburcki olimpián ezüstérmet szerzett ugyan ebben a számban. Az 1967-es Alpe d'Huez-i világbajnokságon kettesbobban Erwin Thalerrel világbajnok lett. Az 1968-as grenoble-i olimpián négyesbobban ismét ezüstérmes szerzett.

## Sikerei, díjai
- Olimpiai játékok – férfi négyes
  - ezüstérmes: 1964, Innsbruck, 1968, Grenoble
- Világbajnokság
  - aranyérmes: 1967, Alpe d'Huez (férfi kettes)
  - bronzérmes: 1963, Igls (férfi négyes)